# Viviana Iuliana Bejinariu
Viviana Iuliana Bejinariu (* 1. Januar 1994 in Siret) ist eine rumänische Ruderin. Sie gewann bis 2021 eine Goldmedaille bei Weltmeisterschaften sowie vier Goldmedaillen und eine Silbermedaille bei Europameisterschaften.

## Sportliche Karriere
Viviana Iuliana Bejinariu erhielt bei den Junioren-Weltmeisterschaften 2011 die Silbermedaille im Achter, bei den Junioren-Weltmeisterschaften 2012 gewann sie den Titel im Doppelvierer. 2013 siegte sie mit dem rumänischen Doppelvierer bei den U23-Weltmeisterschaften. 2014 siegte sie zusammen mit Ioana Vrînceanu im Doppelzweier, die beiden konnten ihren Titel 2015 verteidigen. Bejinariu und Vrînceanu starteten auch bei den U23-Weltmeisterschaften 2016, nach zwei Goldmedaillen erruderten sie diesmal eine Bronzemedaille.
2017 ruderte die 1,78 m große Viviana Iuliana Bejinariu im rumänischen Achter und siegte sowohl bei den Europameisterschaften als auch bei den Ruder-Weltmeisterschaften 2017. 2018 konnte sie den Erfolg bei den Europameisterschaften wiederholen, bei den Weltmeisterschaften belegten die Rumäninnen den fünften Platz. 2019 wechselte Bejinariu in den Vierer ohne Steuerfrau und gewann die Silbermedaille bei den Europameisterschaften. Bei den Weltmeisterschaften 2019 belegte der rumänische Vierer den fünften Platz. 2020 und 2021 siegte Bejinariu mit dem rumänischen Achter bei den Europameisterschaften. Bei den 2021 ausgetragenen Olympischen Spielen in Tokio belegte der rumänische Achter den sechsten Platz, war aber damit der beste europäische Achter.
Viviana Iuliana Bejinariu ruderte für Dinamo Bukarest.